# Курмангази Сагирбайули
Курмангази́ Сагирбайул́и (каз. Құрманғазы Сағырбайұлы) також відомий за зросійщеним ім'ям Курмангази Сагирбаєв (1823, в місцевості Шайтани-батага (сучасна назва Курмангази-Тепе, нині західна частина Жангалинського району Західно-Казахстанської області) — 1896, Сахма, Хаджи-Тархан (сучасна Астрахань, Росія) — казахський народний музикант, композитор, домбрист, автор і виконавець кюїв (народних п'єс для домбри). Виходець з роду Кизилкурт. Мав великий вплив на розвиток казахської музичної культури.

## Біографія
Народився у 1823 році на кочовищах казахського роду Кизилкурт в землях Жиделі Молодшого жузу (нині це Жангалинський район Західно-Казахстанської області) у сім'ї бідняка Сагирбая. З раннього дитинства грав на домбрі. Рання схильність хлопчика до музики не викликала схвалення у його батька. Мати ж Курмангази, Алка, людина яскравої індивідуальності та сильної волі, навпаки, поділяла любов сина до музики і підтримувала його. В шість років, через матеріальну скруту сім'ї, Курмангази віддали в пастухи. У рідному аулі Курмангази з захопленням слухав заїжджих кюйши, серед яких особливо виділявся кюйши Узак, який помітив у юного Курмангази талант до музики і передбачив йому велике майбутнє. У вісімнадцять років Курмангази залишив рідний аул і подався в мандрівні кюйши. В цей час він продовжив розвивати свою музичну майстерність, навчаючись у таких відомих домбристів, як Баламайсан, Байжума, Есжан і Шеркеш. Курмангази, разом з Узаком, брав участь в змаганнях домбристів і з часом став вважатися одним з видатних майстрів домбри.
Курмангази і його друг, поет і батир Махамбет Утемісули — учасники і очевидці народного повстання Ісатая Тайманова проти російської колоніальної влади і підконтрольних їй ханів (1836—1838) під керівництвом Исатая Тайманова і Махамбета Утемисова проти хана Джангіра. Один з перших кюїв Курмангази, «Кішкентай» («Малий»), був присвячений народному повстанню. Курмангази як ідейного натхненника повстання ув'язнили в Уральську. Він втік, але його зловили і заслали до Сибіру (існують відомості, що йому довелося сидіти в Іркутській тюрмі). Курмангази знову втік, його знову зловили і посадили в Оренбурзький острог. Переживши поневіряння, образи і переслідування, кюйши створив кюї «Алатау» і «Сариарка», що відображали глибокі думи казахського народу про незалежність і свободу, любов до своєї землі.
Знали про Курмангази представники російської колоніальної культури — філологи, історики, етнографи, які збирали матеріали про казахську музику, її виконавців та народні інструменти. За переказами, з Оренбурзького острогу Курмангази звільнив генерал-губернатор Перовський, якому дуже подобалася його музика. Сучасник Курмангази уральський журналіст і поет Микита Савічев в газеті «Уральські військові відомості» писав: «Сагирбаєв — рідкісна музична душа і отримай він європейську освіту, то був би в музичному світі зіркою першої величини…».
У 1862 році Курмангази зустрівся з іншим великим кюйши Даулеткереєм. Творчість обох домбристів-імпровізаторів мала помітний взаємний вплив. Кюй Даулеткерея «Булбул» («Соловей») Курмангази включив у свій репертуар.

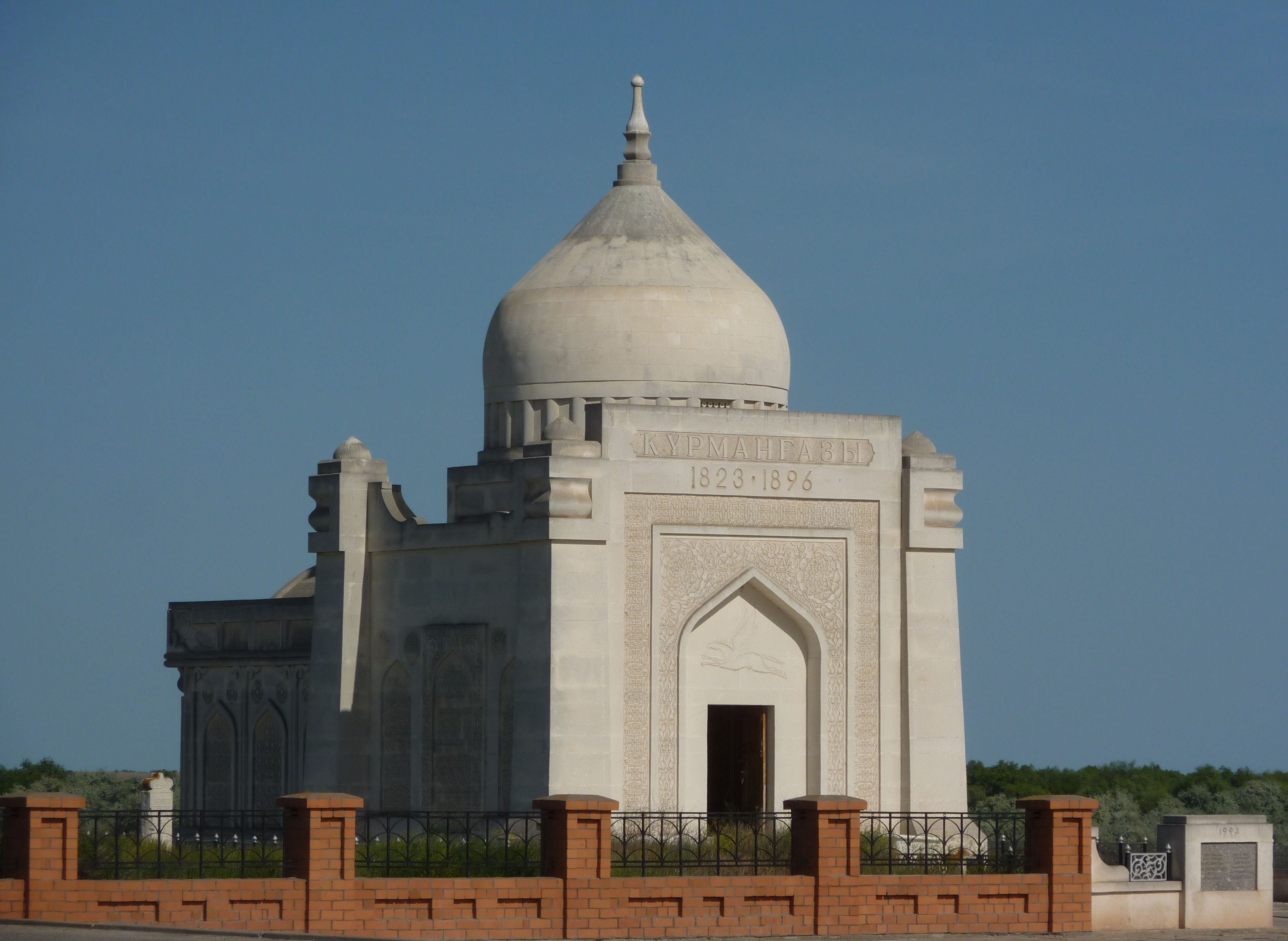
Мавзолей на місці поховання Курмангази Сагирбайули

Вершиною творчості Курмангази став кюй «Сари-Арка» — шедевр степової музичної культури, наповнений світлою тональністю, що змальовує картину безкрайніх просторів казахському степу. Особливі прийоми гри Курмангази, багато в чому розвиваючі музичну техніку того часу, дбайливо сприйняли і вдосконалили його учні і послідовники. Серед них були Махамбет Утемісов, Діна Нурпеїсова, Ергалі Есжанов та інші.
У 1880 році Курмангази оселився в містечку Сахма під Астраханню. Навчений досвідом, ставши шанованим в народі аксакалом, він збирає навколо себе наступників з виконавського мистецтва — це Діна Нурпеїсова, Ергалі Есжанов, Менгалі Сулейменов. Широко відомі в той час домбристи — Мамен, Кокбала, Менетай, Менкара, Сугурали, Торгайбай, Шора також вважали себе учнями Курмангази.
Помер Курмангази Сагирбайули у 1896 році, похований в селі Алтинжар нині Володарського району Астраханської області Росії.

## Творчість
Курмангази Сагирбайули автор понад 60 кюїв, які відображають його суперечливу долю, повну горя і страждань. Біль поета від колоніальної політики царської Росії щодо казахського степу знайшов вихід в кюях Курмангази «Түрмеден қашқан», «Кісен ашқан», «Ертең кетем», «Бозқаңғыр», «Пәбескі», «Терезеден-есіктен», «Бозшолақ», «Бұқтым-бұқтым», «Не кричи, не шуми», «Арба соққан», «Аман бол, шешем, аман бол», «Қайран шешем». Любов поета до життя відображається в поемах «Қызыл қайың», «Ақжелең», «Адай», «Балбырауын», «Серпер», «Назым», «Балқаймақ», «Бұлбұлдың құрғыры», «Ақсақ киік», «Төремұрат», «Қуаныш».
Вершиною творчості Курмангази став кюй «Сарыарқа» («Сари-Арка») — шедевр степової музичної культури. Не меншою відомістю користуються пісні «Жігер», «Көбік шашқан», «Кішкентай», «Ақбай», «Айжан-ай», «Айда бұлбұл», «Алатау», «Амандасар», «Бас Ақжелең», «Демалыс», «Лаушкен», «Ойбай, балам», «Саранжап»"Теріс қақпай", «Ұзак Ақжелең».

## Дискографія
У 2005 році в Казахстані було видано тритомний збірник творів Курмангази на CD «Құрманғазы күйлері». В збірник увійшло 74 кюї кюйши. Усі твори виконуються на домбрі.
У виданій у 2009 році під редакцією Мухтара Кул-Мухаммеда «Антології казахських традиційних кюїв» («Қазақтың дәстүрлі мың күй») кюї Курмангази виконують видатні казахські домбристи Калі Жантлеуов (1902—1993), Гільман Хайрошев (1914), Малгаждар Аубакіров (1934—1996), Ермек Казієв (1947), Айтжан Токтаганов (1946), Рустембек Омаров (1919), Азідолла Ескалієв (1934—2017), Шаміль Абільтаєв (1948), Каршига Ахмедьяров (1946—2010), Рисбай Габдієв (1936—2004), Туяк Шамелов (1951), Мухіт Бітєнов (1912—1983), Ермек Казієв (1947), Мурад Сидиков (1936—2013), Садуакас Балмагамбетов (1941—1999), Бакит Басигараєв (1928—2001), Айгуль Улкенбаєва (1962), Марат Оскенбаєв (1904—1982), Бахит Карабаліна (1939—1991).

## Вшанування пам'яті
- 1934 — створений Казахський академічний оркестр народних інструментів імені Курмангази.

- 1945 — Алма-Атинська державна консерваторія отримала ім'я Курмангази.
- 1960-ті — ім'ям Курмангази були названі вулиці в Алма-Аті і Астрахані, а потім в Уральську та Атирау.
- 1965 — заснована Державна премія Казахської РСР імені Курмангази.
- 1967 — симфонія «Курмангази» композитора Євгена Брусиловського[ru] нагороджена Державною премією Казахської РСР.
- 1987 — Газиза Жубанова завершила роботу Ахмета Жубанова[kk] з написання опери «Курмангази».
- 1993 — в першому випуску національної валюти незалежного Казахстану була випущена банкнота номіналом 5 теньге із зображенням Курмангази.
- 1997 — в селі Алтинжар Володарського району Астраханської області, на місці поховання Курмангази, споруджений мавзолей.
- 1998 — випущена поштова марка Казахстану, присвячена Курмангази.
- 2000 — відкритий пам'ятник Курмангази в Атирау.
- 2008 — відкритий пам'ятник Курмангази в Астрахані.
- 2011 — відкритий пам'ятник Курмангази в Актау.
- 2012 — відкритий пам'ятник Курмангази поруч з будівлею Казахської національної консерваторії в Алмати.